# Quatrième district congressionnel du Massachusetts
Le 4e district congressionnel du Massachusetts est situé principalement dans le sud du Massachusetts. Il est représenté par le Démocrate Jake Auchincloss. Auchinclos a été élu pour la première fois en 2020.
Le district couvre une grande partie de la zone incluse dans le 10e district avant le redécoupage de 1992. Au cours des années précédentes, le district s'étendait de Brookline à Fitchburg. La forme du district a subi quelques changements à compter des élections de 2012, après le redécoupage du Massachusetts pour refléter le recensement de 2010. La plupart du Comté de Plymouth et de la côte sud sont inclus dans le nouveau 9e district. Le nouveau 4e district s'est étendu vers l'ouest pour inclure des villes le long de la frontière du Rhode Island qui se trouvaient dans l'ancien 3e district.
Pendant une très brève période (1793–1795), il a représenté une partie du District du Maine.

## Géographie
Il y a 35 communes dans le 4e arrondissement, depuis le redécoupage de 2021. Cette liste est triée par comté.

### Comté de Bristol(14)
Attleboro, Berkley, Dighton, Fall River, Freetown, Mansfield (y compris Mansfield Center), North Attleborough, Norton (y compris Norton Center), Raynham (y compris Raynham Center; partie, également dans le 9e), Rehoboth, Seekonk (y compris North Seekonk), Somerset, Swansea (y compris Ocean Grove), Taunton
Comté de Middlesex (2)
Newton, Sherborn
Comté de Norfolk (13)
Bellingham (y compris Bellingham CDP), Brookline, Dover (y compris Dover CDP), Foxborough (y compris Foxborough CDP), Franklin, Medfield (y compris Medfield CDP), Millis (y compris Millis-Clicquot), Needham, Norfolk, Plainville, Sharon (y compris Sharon CDP), Wellesley (partie ; également dans le 5e), Wrentham
Comté de Plymouth (1)
Lakeville (y compris North Lakeville)
Comté de Worcester (5)
Blackstone, Hopedale (y compris Hopedale CDP), Mendon, Milford (y compris Milford CDP), Millville

## Historique de vote
| Année | Poste     | Résultats               |
| ----- | --------- | ----------------------- |
| 2000  | Président | Gore 65,0 % – 29,0 %    |
| 2004  | Président | Kerry 65,0 % – 33,0 %   |
| 2008  | Président | Obama 60,4 % – 38,0 %   |
| 2012  | Président | Obama 57,2 % – 41,3 %   |
| 2016  | Président | Clinton 59,2 % – 35,0 % |
| 2020  | Président | Biden 64,8 % – 32,8 %   |

## Liste des Représentants du district
| Membre                          | Parti                 | Années                                   | Congrès     | Histoire électorale | Zone géographique               |
| ------------------------------- | --------------------- | ---------------------------------------- | ----------- | --- | ------------------------------- |
| District établit le 4 mars 1789 |                       |                                          |             | |                                 |
| Theodore Sedgwick               | Pro Administration    | 4 mars 1789 – 3 mars 1793                | 1re , 2e    | Élu en 1789. Réélu en 1790. Redécoupage vers le 2e district. | 1789–1793 Comté de Berkshire    |
| Henry Dearborn                  | Anti-Administration   | 4 mars 1793 - 3 mars 1795 Ticket général | 3e          | Élu en 1793 sur un second ticket général à trois sièges, représentant le District des Comtés de Lincoln, Hancock et Washington. Redécoupage vers le 12e district.                                                                                      | 1793–1795 District du Maine     |
| Peleg Wadsworth                 | Pro Administration    | 4 mars 1793 - 3 mars 1795 Ticket général | 3e          | Élu en 1793 sur un troisième ticket général à trois sièges, représentant le district du Comté de Cumberland. Redécoupage vers le 13e district. | 1793–1795 District du Maine     |
| George Thatcher (en)            | Pro Administration    | 4 mars 1793 - 3 mars 1795 Ticket général | 3e          | Redécoupage depuis le 8e district et réélu en 1792 sur un ticket général à trois sièges, représentant le Comté de York. Redécoupage vers le 14e district.                                                                                              | 1793–1795 District du Maine     |
| Dwight Foster (en)              | Fédéraliste           | 4 mars 1795 - 6 juin 1800                | 4e - 6e     | Redécoupage depuis le 2e district et réélu en 1794. Réélu en 1796. Réélu en 1798. Démissionne lorsqu'élu Sénateur des États-Unis. | 1795–1803 4e District Ouest     |
| Vacant                          | Vacant                | 6 juin 1800 - 15 décembre 1800           | 6e          | | 1795–1803 4e District Ouest     |
| Levi Licoln Sr.                 | Républicain-Démocrate | 15 décembre 1800 - 5 mars 1801           | 6e , 7e     | Élu en 1800. Fini le mandat de Foster. Démissionne pour devenir Ministre de la Justice des États-Unis. | 1795–1803 4e District Ouest     |
| Vacant                          | Vacant                | 5 mars 1801 – 24 août 1801               | 7e          | | 1795–1803 4e District Ouest     |
| Seth Hastings (en)              | Fédéraliste           | 24 août 1801 - 3 mars 1803               | 7e          | Élu pour terminer le mandat de Lincoln. Redécoupage vers le 10e district. | 1795–1803 4e District Ouest     |
| Joseph Bradley Varnum           | Républicain-Démocrate | 4 mars 1803 - 29 juin 1811               | 8e - 12e    | Redécoupage depuis le 9e district et réélu en 1802. Réélu en 1804. Réélu en 1806. Réélu en 1808. Réélu en 1810. Démissionne lorsqu'élu au Sénat des États-Unis.                                                                                        | 1803–1823 District de Middlesex |
| Vacant                          | Vacant                | 29 juin 1811 - 4 novembre 1811           | 12e         | | 1803–1823 District de Middlesex |
| William M. Richardson (en)      | Républicain-Démocrate | 4 novembre 1811 - 18 avril 1814          | 12e , 13e   | Élu pour terminer le mandat de Varnum. Réélu en 1812. Démissionne pour devenir Ministre de la Justice des États-Unis. | 1803–1823 District de Middlesex |
| Vacant                          | Vacant                | 18 avril 1814 - 22 septembre 1814        | 13e         | | 1803–1823 District de Middlesex |
| Samuel Dana (en)                | Républicain-Démocrate | 22 septembre 1814 - 3 mars 1815          | 13e         | Élu pour terminer le mandat de Richardson. Perd sa réélection. | 1803–1823 District de Middlesex |
| Asahel Stearns (en)             | Fédéraliste           | 4 mars 1815 - 3 mars 1817                | 14e         | Élu en 1814. Perd sa réélection. | 1803–1823 District de Middlesex |
| Timothy Fuller (en)             | Républicain-Démocrate | 4 mars 1817 - 3 mars 1825                | 15e - 18e   | Élu en 1816. Réélu en 1818. Réélu en 1820. Réélu en 1822. | 1803–1823 District de Middlesex |
| Timothy Fuller (en)             | Républicain-Démocrate | 4 mars 1817 - 3 mars 1825                | 15e - 18e   | Élu en 1816. Réélu en 1818. Réélu en 1820. Réélu en 1822. | 1823–1833 District de Middlesex |
| Edward Everett                  | Anti-Jacksonien       | 4 mars 1825 - 3 mars 1835                | 19e - 23e   | Élu en 1824. Réélu en 1826. Réélu en 1828. Réélu en 1830. Réélu en 1833. Retrait. |                                 |
| Edward Everett                  | Anti-Jacksonien       | 4 mars 1825 - 3 mars 1835                | 19e - 23e   | Élu en 1824. Réélu en 1826. Réélu en 1828. Réélu en 1830. Réélu en 1833. Retrait. | 1833–1843                       |
| Samuel Hoar (en)                | Anti-Jacksonien       | 4 mars 1835 - 3 mars 1837                | 24e         | Élu en 1834. Perd sa réélection. |                                 |
| William Parmenter (en)          | Démocrate             | 4 mars 1837 - 3 mars 1845                | 25e - 28e   | Élu en 1836. Réélu en 1838. Réélu en 1840. Réélu en 1842. Perd sa réélection. |                                 |
| William Parmenter (en)          | Démocrate             | 4 mars 1837 - 3 mars 1845                | 25e - 28e   | Élu en 1836. Réélu en 1838. Réélu en 1840. Réélu en 1842. Perd sa réélection. | 1843–1853                       |
| Benjamin Thompson               | Whig                  | 4 mars 1845 - 3 mars 1847                | 29e         | Élu sur un second ticket en 1844. Retrait. |                                 |
| John G. Palfrey (en)            | Whig                  | 4 mars 1847 - 3 mars 1849                | 30e         | Élu en 1846. Perd sa réélection. |                                 |
| Vacant                          | Vacant                | 4 mars 1849 - 3 mars 1851                | 31e         | Aucun candidats n'a reçu la majorité des votes après douze tentatives lors de l'élection de 1848. |                                 |
| Benjamin Thompson               | Whig                  | 4 mars 1851 - 24 septembre 1852          | 32e         | Élu en 1850. Décès. |                                 |
| Vacant                          | Vacant                | 25 septembre 1852 - 12 décembre 1852     | 32e         | |                                 |
| Lorenzo Sabine (en)             | Whig                  | 13 décembre 1852 - 3 mars 1853           | 32e         | Élu pour terminer le mandat de Thompson. Retrait. |                                 |
| Samuel H. Walley (en)           | Whig                  | 4 mars 1853 - 3 mars 1855                | 33e         | Élu en 1852. Perd sa réélection. | 1853–1863                       |
| Linus B. Comins (en)            | Know Nothing          | 4 mars 1855 - 3 mars 1857                | 34e , 35e   | Élu en 1854. Réélu en 1856. | 1853–1863                       |
| Linus B. Comins (en)            | Républicain           | 4 mars 1857 - 3 mars 1859                | 34e , 35e   | Élu en 1854. Réélu en 1856. | 1853–1863                       |
| Alexander H. Rice               | Républicain           | 4 mars 1859 - 3 mars 1863                | 36e , 37e   | Élu en 1858. Réélu en 1860. Redécoupage vers le 3e district. | 1853–1863                       |
| Samuel Hooper (en)              | Républicain           | 4 mars 1863 - 14 février 1875            | 38e - 43e   | Redécoupage depuis le 5e district et réélu en 1862. Réélu en 1864. Réélu en 1866. Réélu en 1868. Réélu en 1870. Réélu en 1872. Retrait mais décède avant.                                                                                              | 1863–1873                       |
| Samuel Hooper (en)              | Républicain           | 4 mars 1863 - 14 février 1875            | 38e - 43e   | Redécoupage depuis le 5e district et réélu en 1862. Réélu en 1864. Réélu en 1866. Réélu en 1868. Réélu en 1870. Réélu en 1872. Retrait mais décède avant.                                                                                              | 1873–1883                       |
| Vacant                          | Vacant                | 14 février 1875 - 3 mars 1875            | 43e         | |                                 |
| Rufus S. Frost (en)             | Républicain           | 4 mars 1875 - 28 juillet 1876            | 44e         | Élu en 1874. Élection contestée par son successeur. |                                 |
| Josiah G. Abbott (en)           | Démocrate             | 28 juillet 1876 - 3 mars 1877            | 44e         | Conteste son prédécesseur avec succès. Perd sa réélection. |                                 |
| Leopold Morse (en)              | Démocrate             | 4 mars 1877 - 3 mars 1883                | 45e - 47e   | Élu en 1876. Réélu en 1878. Réélu en 1880. Redécoupage vers le 5e district. |                                 |
| Patrick A. Collins (en)         | Démocrate             | 4 mars 1883 - 3 mars 1889                | 48e - 50e   | Élu en 1882. Réélu en 1884. Réélu en 1886. Retrait. | 1883–1893                       |
| Joseph H. O'Neil (en)           | Démocrate             | 4 mars 1889 - 3 mars 1893                | 51e , 52e   | Élu en 1888. Réélu en 1890. Redécoupage vers le 9e district. | 1883–1893                       |
| Lewis D. Apsley (en)            | Républicain           | 4 mars 1893 - 3 mars 1897                | 53e , 54e   | Élu en 1892. Réélu en 1894. Retrait. | 1893–1903                       |
| George W. Weymouth (en)         | Républicain           | 4 mars 1897 - 3 mars 1901                | 55e , 56e   | Élu en 1896. Réélu en 1898. Retrait. | 1893–1903                       |
| Charles Q. Tirrell (en)         | Républicain           | 4 mars 1901 - 31 juillet 1910            | 57e - 61e   | Élu en 1900. Réélu en 1902. Réélu en 1904. Réélu en 1906. Réélu en 1908. Décès. | 1893–1903                       |
| Charles Q. Tirrell (en)         | Républicain           | 4 mars 1901 - 31 juillet 1910            | 57e - 61e   | Élu en 1900. Réélu en 1902. Réélu en 1904. Réélu en 1906. Réélu en 1908. Décès. | 1903–1913                       |
| Vacant                          | Vacant                | 1er août 1910 - 8 novembre 1910          | 61e         | |                                 |
| John Joseph Mitchell (en)       | Démocrate             | 8 novembre 1910 - 3 mars 1911            | 61e         | Élu pour terminer le mandat de Tirrell. Perd sa réélection. |                                 |
| William H. Wilder (en)          | Républicain           | 4 mars 1911 - 3 mars 1913                | 62e         | Élu en 1910. Redécoupage vers le 3e district. |                                 |
| Samuel Winslow (en)             | Républicain           | 4 mars 1913 - 3 mars 1925                | 63e - 68e   | Élu en 1912. Réélu en 1914. Réélu en 1916. Réélu en 1918. Réélu en 1920. Réélu en 1922. Retrait. | 1913–1923                       |
| Samuel Winslow (en)             | Républicain           | 4 mars 1913 - 3 mars 1925                | 63e - 68e   | Élu en 1912. Réélu en 1914. Réélu en 1916. Réélu en 1918. Réélu en 1920. Réélu en 1922. Retrait. | 1923–1933                       |
| George R. Stobbs (en)           | Républicain           | 4 mars 1925 - 3 mars 1931                | 69e - 71e   | Élu en 1924. Réélu en 1926. Réélu en 1928. Retrait. |                                 |
| Pehr G. Holmes (en)             | Républicain           | 4 mars 1931 - 3 mars 1947                | 72e - 79e   | Élu en 1930. Réélu en 1932. Réélu en 1934. Réélu en 1936. Réélu en 1938. Réélu en 1940. Réélu en 1942. Réélu en 1944. Perd sa réélection. |                                 |
| 1933–1943                       | Républicain           | 4 mars 1931 - 3 mars 1947                | 72e - 79e   | Élu en 1930. Réélu en 1932. Réélu en 1934. Réélu en 1936. Réélu en 1938. Réélu en 1940. Réélu en 1942. Réélu en 1944. Perd sa réélection. |                                 |
| 1943–1953                       | Républicain           | 4 mars 1931 - 3 mars 1947                | 72e - 79e   | Élu en 1930. Réélu en 1932. Réélu en 1934. Réélu en 1936. Réélu en 1938. Réélu en 1940. Réélu en 1942. Réélu en 1944. Perd sa réélection. |                                 |
| Harold Donohue (en)             | Démocrate             | 3 janvier 1947 - 3 janvier 1973          | 80e - 92e   | Élu en 1946. Réélu en 1948. Réélu en 1950. Réélu en 1952. Réélu en 1954. Réélu en 1956. Réélu en 1958. Réélu en 1960. Réélu en 1962. Réélu en 1964. Réélu en 1966. Réélu en 1968. Réélu en 1970. Redécoupage vers le 3e district.                      |                                 |
| Harold Donohue (en)             | Démocrate             | 3 janvier 1947 - 3 janvier 1973          | 80e - 92e   | Élu en 1946. Réélu en 1948. Réélu en 1950. Réélu en 1952. Réélu en 1954. Réélu en 1956. Réélu en 1958. Réélu en 1960. Réélu en 1962. Réélu en 1964. Réélu en 1966. Réélu en 1968. Réélu en 1970. Redécoupage vers le 3e district.                      | 1953–1963                       |
| Harold Donohue (en)             | Démocrate             | 3 janvier 1947 - 3 janvier 1973          | 80e - 92e   | Élu en 1946. Réélu en 1948. Réélu en 1950. Réélu en 1952. Réélu en 1954. Réélu en 1956. Réélu en 1958. Réélu en 1960. Réélu en 1962. Réélu en 1964. Réélu en 1966. Réélu en 1968. Réélu en 1970. Redécoupage vers le 3e district.                      | 1963–1973                       |
| Robert Drinan                   | Démocrate             | 3 janvier 1973 - 3 janvier 1981          | 93e - 96e   | Redécoupage vers le 3e district et réélu en 1972. Réélu en 1974. Réélu en 1976. Réélu en 1978. Retrait après que le Pape Jean-Paul II ordonne que les prêtres se retirent de la politique.                                                             | 1973–1983                       |
| Barney Frank                    | Démocrate             | 3 janvier 1981 - 3 janvier 2013          | 97e - 112e  | Élu en 1980. Réélu en 1982. Réélu en 1984. Réélu en 1986. Réélu en 1988. Réélu en 1990. Réélu en 1992. Réélu en 1994. Réélu en 1996. Réélu en 1998. Réélu en 2000. Réélu en 2002. Réélu en 2004. Réélu en 2006. Réélu en 2008. Réélu en 2010. Retrait. | 1973–1983                       |
| Barney Frank                    | Démocrate             | 3 janvier 1981 - 3 janvier 2013          | 97e - 112e  | Élu en 1980. Réélu en 1982. Réélu en 1984. Réélu en 1986. Réélu en 1988. Réélu en 1990. Réélu en 1992. Réélu en 1994. Réélu en 1996. Réélu en 1998. Réélu en 2000. Réélu en 2002. Réélu en 2004. Réélu en 2006. Réélu en 2008. Réélu en 2010. Retrait. | 1983–1993                       |
| Barney Frank                    | Démocrate             | 3 janvier 1981 - 3 janvier 2013          | 97e - 112e  | Élu en 1980. Réélu en 1982. Réélu en 1984. Réélu en 1986. Réélu en 1988. Réélu en 1990. Réélu en 1992. Réélu en 1994. Réélu en 1996. Réélu en 1998. Réélu en 2000. Réélu en 2002. Réélu en 2004. Réélu en 2006. Réélu en 2008. Réélu en 2010. Retrait. | 1993–2003                       |
| Barney Frank                    | Démocrate             | 3 janvier 1981 - 3 janvier 2013          | 97e - 112e  | Élu en 1980. Réélu en 1982. Réélu en 1984. Réélu en 1986. Réélu en 1988. Réélu en 1990. Réélu en 1992. Réélu en 1994. Réélu en 1996. Réélu en 1998. Réélu en 2000. Réélu en 2002. Réélu en 2004. Réélu en 2006. Réélu en 2008. Réélu en 2010. Retrait. | 2003–2013                       |
| Joe Kennedy III                 | Démocrate             | 3 janvier 2013 - 3 janvier 2021          | 113e - 116e | Élu en 2012. Réélu en 2014. Réélu en 2016. Réélu en 2018. Retrait pour se présenter au Sénat des États-Unis. | 2013–2023                       |
| Jake Auchincloss                | Démocrate             | 3 janvier 2021 - présent                 | 117e , 118e | Élu en 2020. Réélu en 2022. | 2013–2023                       |
| Jake Auchincloss                | Démocrate             | 3 janvier 2021 - présent                 | 117e , 118e | Élu en 2020. Réélu en 2022. | 2023–Présent                    |

## Résultats des récentes élections
Voici les résultats des dix précédents cycles électoraux dans le district.

### 2004
| Élection de 2004 du 3e district congressionnel du Massachusetts | Élection de 2004 du 3e district congressionnel du Massachusetts | Élection de 2004 du 3e district congressionnel du Massachusetts | Élection de 2004 du 3e district congressionnel du Massachusetts | Élection de 2004 du 3e district congressionnel du Massachusetts |
| --------------------------------------------------------------- | --------------------------------------------------------------- | --------------------------------------------------------------- | --------------------------------------------------------------- | --------------------------------------------------------------- |
| Parti                                                           | Parti                                                           | Candidat                                                        | Votes                                                           | %                                                               |
|                                                                 | Démocrate                                                       | Barney Frank (sortant)                                          | 219 260                                                         | 77,74                                                           |
|                                                                 | Indépendant                                                     | Chuck Morse                                                     | 62 293                                                          | 22,09                                                           |
|                                                                 | Write-In                                                        | Write-In                                                        | 486                                                             | 0,17                                                            |
| Total des votes                                                 | Total des votes                                                 | Total des votes                                                 | 282 039                                                         | 100 %                                                           |
|                                                                 | Les Démocrates conservent                                       |                                                                 |                                                                 |                                                                 |

### 2006
| Élection de 2006 du 3e district congressionnel du Massachusetts | Élection de 2006 du 3e district congressionnel du Massachusetts | Élection de 2006 du 3e district congressionnel du Massachusetts | Élection de 2006 du 3e district congressionnel du Massachusetts | Élection de 2006 du 3e district congressionnel du Massachusetts |
| --------------------------------------------------------------- | --------------------------------------------------------------- | --------------------------------------------------------------- | --------------------------------------------------------------- | --------------------------------------------------------------- |
| Parti                                                           | Parti                                                           | Candidat                                                        | Votes                                                           | %                                                               |
|                                                                 | Démocrate                                                       | Barney Frank (sortant)                                          | 176 513                                                         | 98,48                                                           |
|                                                                 | Write-In                                                        | Write-In                                                        | 2 730                                                           | 1,52                                                            |
| Total des votes                                                 | Total des votes                                                 | Total des votes                                                 | 179 243                                                         | 100 %                                                           |
|                                                                 | Les Démocrates conservent                                       |                                                                 |                                                                 |                                                                 |

### 2008
| Élection de 2008 du 3e district congressionnel du Massachusetts | Élection de 2008 du 3e district congressionnel du Massachusetts | Élection de 2008 du 3e district congressionnel du Massachusetts | Élection de 2008 du 3e district congressionnel du Massachusetts | Élection de 2008 du 3e district congressionnel du Massachusetts |
| --------------------------------------------------------------- | --------------------------------------------------------------- | --------------------------------------------------------------- | --------------------------------------------------------------- | --------------------------------------------------------------- |
| Parti                                                           | Parti                                                           | Candidat                                                        | Votes                                                           | %                                                               |
|                                                                 | Démocrate                                                       | Barney Frank (sortant)                                          | 203 032                                                         | 64,3                                                            |
|                                                                 | Républicain                                                     | Earl Henry Sholley                                              | 75 571                                                          | 23,9                                                            |
|                                                                 | Indépendant                                                     | Susan Allen                                                     | 19 848                                                          | 6,29                                                            |
|                                                                 | Write-In                                                        | Write-In                                                        | 337                                                             | 0,11                                                            |
|                                                                 | Vote Blanc                                                      | Vote Blanc                                                      | 16 946                                                          | 5,37                                                            |
| Total des votes                                                 | Total des votes                                                 | Total des votes                                                 | 315 734                                                         | 100 %                                                           |
|                                                                 | Les Démocrates conservent                                       |                                                                 |                                                                 |                                                                 |

### 2010
| Élection de 2010 du 3e district congressionnel du Massachusetts | Élection de 2010 du 3e district congressionnel du Massachusetts | Élection de 2010 du 3e district congressionnel du Massachusetts | Élection de 2010 du 3e district congressionnel du Massachusetts | Élection de 2010 du 3e district congressionnel du Massachusetts |
| --------------------------------------------------------------- | --------------------------------------------------------------- | --------------------------------------------------------------- | --------------------------------------------------------------- | --------------------------------------------------------------- |
| Parti                                                           | Parti                                                           | Candidat                                                        | Votes                                                           | %                                                               |
|                                                                 | Démocrate                                                       | Barney Frank (sortant)                                          | 126 194                                                         | 53,9                                                            |
|                                                                 | Républicain                                                     | Sean Bielat                                                     | 101 517                                                         | 43,4                                                            |
|                                                                 | Indépendant                                                     | Susan Allen                                                     | 3 445                                                           | 1,5                                                             |
|                                                                 | Indépendant                                                     | Donald Jordan                                                   | 2 873                                                           | 1,2                                                             |
| Total des votes                                                 | Total des votes                                                 | Total des votes                                                 | 234 029                                                         | 100 %                                                           |
|                                                                 | Les Démocrates conservent                                       |                                                                 |                                                                 |                                                                 |

### 2012
| Élection de 2012 du 3e district congressionnel du Massachusetts | Élection de 2012 du 3e district congressionnel du Massachusetts | Élection de 2012 du 3e district congressionnel du Massachusetts | Élection de 2012 du 3e district congressionnel du Massachusetts | Élection de 2012 du 3e district congressionnel du Massachusetts |
| --------------------------------------------------------------- | --------------------------------------------------------------- | --------------------------------------------------------------- | --------------------------------------------------------------- | --------------------------------------------------------------- |
| Parti                                                           | Parti                                                           | Candidat                                                        | Votes                                                           | %                                                               |
|                                                                 | Démocrate                                                       | Joe Kennedy III (sortant)                                       | 219 499                                                         | 61,1                                                            |
|                                                                 | Républicain                                                     | Sean Bielat                                                     | 129 243                                                         | 36,0                                                            |
|                                                                 | Indépendant                                                     | David Rosa                                                      | 10 674                                                          | 2,9                                                             |
| Total des votes                                                 | Total des votes                                                 | Total des votes                                                 | 356 416                                                         | 100 %                                                           |
|                                                                 | Les Démocrates conservent                                       |                                                                 |                                                                 |                                                                 |

### 2014
| Élection de 2014 du 3e district congressionnel du Massachusetts, | Élection de 2014 du 3e district congressionnel du Massachusetts, | Élection de 2014 du 3e district congressionnel du Massachusetts, | Élection de 2014 du 3e district congressionnel du Massachusetts, | Élection de 2014 du 3e district congressionnel du Massachusetts, |
| ---------------------------------------------------------------- | ---------------------------------------------------------------- | ---------------------------------------------------------------- | ---------------------------------------------------------------- | ---------------------------------------------------------------- |
| Parti                                                            | Parti                                                            | Candidat                                                         | Votes                                                            | %                                                                |
|                                                                  | Démocrate                                                        | Joe Kennedy III (sortant)                                        | 184 158                                                          | 97,91                                                            |
|                                                                  | No Party                                                         | Autres                                                           | 3 940                                                            | 2,09                                                             |
| Total des votes                                                  | Total des votes                                                  | Total des votes                                                  | 188 098                                                          | 100 %                                                            |
|                                                                  | Les Démocrates conservent                                        |                                                                  |                                                                  |                                                                  |

### 2016
| Élection de 2016 du 3e district congressionnel du Massachusetts | Élection de 2016 du 3e district congressionnel du Massachusetts | Élection de 2016 du 3e district congressionnel du Massachusetts | Élection de 2016 du 3e district congressionnel du Massachusetts | Élection de 2016 du 3e district congressionnel du Massachusetts |
| --------------------------------------------------------------- | --------------------------------------------------------------- | --------------------------------------------------------------- | --------------------------------------------------------------- | --------------------------------------------------------------- |
| Parti                                                           | Parti                                                           | Candidat                                                        | Votes                                                           | %                                                               |
|                                                                 | Démocrate                                                       | Joe Kennedy III (sortant)                                       | 265 823                                                         | 70,1                                                            |
|                                                                 | Républicain                                                     | David Rosa                                                      | 113 055                                                         | 29,8                                                            |
|                                                                 | Write-In                                                        | Write-In                                                        | 335                                                             | 0,1                                                             |
| Total des votes                                                 | Total des votes                                                 | Total des votes                                                 | 356 416                                                         | 100 %                                                           |
|                                                                 | Les Démocrates conservent                                       |                                                                 |                                                                 |                                                                 |

### 2018
| Élection de 2018 du 3e district congressionnel du Massachusetts | Élection de 2018 du 3e district congressionnel du Massachusetts | Élection de 2018 du 3e district congressionnel du Massachusetts | Élection de 2018 du 3e district congressionnel du Massachusetts | Élection de 2018 du 3e district congressionnel du Massachusetts |
| --------------------------------------------------------------- | --------------------------------------------------------------- | --------------------------------------------------------------- | --------------------------------------------------------------- | --------------------------------------------------------------- |
| Parti                                                           | Parti                                                           | Candidat                                                        | Votes                                                           | %                                                               |
|                                                                 | Démocrate                                                       | Joe Kennedy III (sortant)                                       | 245 289                                                         | 97,7                                                            |
|                                                                 | Write-In                                                        | Write-In                                                        | 5 727                                                           | 2,3                                                             |
| Total des votes                                                 | Total des votes                                                 | Total des votes                                                 | 251 016                                                         | 100 %                                                           |
|                                                                 | Les Démocrates conservent                                       |                                                                 |                                                                 |                                                                 |

### 2020
| Élection de 2020 du 3e district congressionnel du Massachusetts | Élection de 2020 du 3e district congressionnel du Massachusetts | Élection de 2020 du 3e district congressionnel du Massachusetts | Élection de 2020 du 3e district congressionnel du Massachusetts | Élection de 2020 du 3e district congressionnel du Massachusetts |
| --------------------------------------------------------------- | --------------------------------------------------------------- | --------------------------------------------------------------- | --------------------------------------------------------------- | --------------------------------------------------------------- |
| Parti                                                           | Parti                                                           | Candidat                                                        | Votes                                                           | %                                                               |
|                                                                 | Démocrate                                                       | Jake Auchincloss                                                | 251 102                                                         | 60,8                                                            |
|                                                                 | Républicain                                                     | Julie Hall                                                      | 160 474                                                         | 38,9                                                            |
|                                                                 | Write-In                                                        | Write-In                                                        | 1 247                                                           | 0,3                                                             |
| Total des votes                                                 | Total des votes                                                 | Total des votes                                                 | 412 823                                                         | 100 %                                                           |
|                                                                 | Les Démocrates conservent                                       |                                                                 |                                                                 |                                                                 |

### 2022
| Primaire Démocrate de 2022 du 4e district congressionnel du Massachusetts | Primaire Démocrate de 2022 du 4e district congressionnel du Massachusetts | Primaire Démocrate de 2022 du 4e district congressionnel du Massachusetts | Primaire Démocrate de 2022 du 4e district congressionnel du Massachusetts | Primaire Démocrate de 2022 du 4e district congressionnel du Massachusetts |
| ------------------------------------------------------------------------- | ------------------------------------------------------------------------- | ------------------------------------------------------------------------- | ------------------------------------------------------------------------- | ------------------------------------------------------------------------- |
| Parti                                                                     | Parti                                                                     | Candidat                                                                  | Votes                                                                     | %                                                                         |
|                                                                           | Démocrate                                                                 | Jake Auchincloss (sortant)                                                | 67 738                                                                    | 99,3                                                                      |
|                                                                           | Write-In                                                                  | Write-In                                                                  | 481                                                                       | 0,7                                                                       |

| Primaire Républicaine de 2022 du 4e district congressionnel du Massachusetts | Primaire Républicaine de 2022 du 4e district congressionnel du Massachusetts | Primaire Républicaine de 2022 du 4e district congressionnel du Massachusetts | Primaire Républicaine de 2022 du 4e district congressionnel du Massachusetts | Primaire Républicaine de 2022 du 4e district congressionnel du Massachusetts |
| ---------------------------------------------------------------------------- | ---------------------------------------------------------------------------- | ---------------------------------------------------------------------------- | ---------------------------------------------------------------------------- | ---------------------------------------------------------------------------- |
| Parti                                                                        | Parti                                                                        | Candidat                                                                     | Votes                                                                        | %                                                                            |
|                                                                              | Républicain                                                                  | David Cannata                                                                | 1 091                                                                        | 100%                                                                         |

| Élection de 2022 du 4e district congressionnel du Massachusetts | Élection de 2022 du 4e district congressionnel du Massachusetts | Élection de 2022 du 4e district congressionnel du Massachusetts | Élection de 2022 du 4e district congressionnel du Massachusetts | Élection de 2022 du 4e district congressionnel du Massachusetts |
| --------------------------------------------------------------- | --------------------------------------------------------------- | --------------------------------------------------------------- | --------------------------------------------------------------- | --------------------------------------------------------------- |
| Parti                                                           | Parti                                                           | Candidat                                                        | Votes                                                           | %                                                               |
|                                                                 | Démocrate                                                       | Jake Auchincloss (sortant)                                      | 201 882                                                         | 96,9                                                            |
|                                                                 | Write-In                                                        | Write-In                                                        | 6 397                                                           | 3,1                                                             |
| Total des votes                                                 | Total des votes                                                 | Total des votes                                                 | 208 279                                                         | 100 %                                                           |
|                                                                 | Les Démocrates conservent                                       |                                                                 |                                                                 |                                                                 |

### 2024
| Primaire Démocrate de 2024 du 4e district congressionnel du Massachusetts | Primaire Démocrate de 2024 du 4e district congressionnel du Massachusetts | Primaire Démocrate de 2024 du 4e district congressionnel du Massachusetts | Primaire Démocrate de 2024 du 4e district congressionnel du Massachusetts | Primaire Démocrate de 2024 du 4e district congressionnel du Massachusetts |
| ------------------------------------------------------------------------- | ------------------------------------------------------------------------- | ------------------------------------------------------------------------- | ------------------------------------------------------------------------- | ------------------------------------------------------------------------- |
| Parti                                                                     | Parti                                                                     | Candidat                                                                  | Votes                                                                     | %                                                                         |
|                                                                           | Démocrate                                                                 | Jake Auchincloss (sortant)                                                | 64 238                                                                    | 98,9                                                                      |
|                                                                           | Write-In                                                                  | Write-In                                                                  | 742                                                                       | 1,1                                                                       |

| Élection de 2024 du 4e district congressionnel du Massachusetts | Élection de 2024 du 4e district congressionnel du Massachusetts | Élection de 2024 du 4e district congressionnel du Massachusetts | Élection de 2024 du 4e district congressionnel du Massachusetts | Élection de 2024 du 4e district congressionnel du Massachusetts |
| --------------------------------------------------------------- | --------------------------------------------------------------- | --------------------------------------------------------------- | --------------------------------------------------------------- | --------------------------------------------------------------- |
| Parti                                                           | Parti                                                           | Candidat                                                        | Votes                                                           | %                                                               |
|                                                                 | Démocrate                                                       | Jake Auchincloss (sortant)                                      | 289 374                                                         | 97,4                                                            |
|                                                                 | Write-In                                                        | Write-In                                                        | 7805                                                            | 2,6                                                             |
| Total des votes                                                 | Total des votes                                                 | Total des votes                                                 | 297 179                                                         | 100 %                                                           |
|                                                                 | Les Démocrates conservent                                       |                                                                 |                                                                 |                                                                 |

## Pour aller plus loin
- CNN.com 2004 election results
- CNN.com 2006 election results
- US House of Representatives Clerk's Office, 2006 election results
- US House of Representatives Clerk's Office, 2008 election results
- Massachusetts U.S. Congress 2010 Election Results